# بهيج كلاس
بهيج كلاس (1907م ـ 1965م)سياسي وعسكري سوري من حماة.

## ولادته وتحصيله
ولد بهيج كلاس ابن فارس عام (1907م) شقيقه خليل كلاس من قادة حزب البعث. أما شقيقهما الثالث نخلة كلاس، فكان مدرّساً لمادة التاريخ العسكري في كلية حمص الحربية. دَرَس بهيج كلاس في كلية حمص الحربية وفور تخرجه التحق بجيش الشرق التابع لسلطة الانتداب الفرنسي سنة 1925. وصل إلى قيادة بطارية فوج مدفعية حلب قبل انشقاقه عن الفرنسيين في 29 أيار 1945، استجاب لنداء رئيس الجمهورية شكري القوتلي عشية العدوان الفرنسي على مدينة دمشق. انضم إلى صفوف الثوار وحكمت عليه فرنسا بالإعدام وفي 1 آب 1945 كان أحد مؤسسي الجيش السوري.

## عمله ووظائفه
مع خروج فرنسا من سوريا واستقلال سوريا عُيّن رئيساً لأركان المنطقة الشمالية وكذلك قائداً لفوج المدفعية الرابع. اشترك في حرب فلسطين سنة 1948، كان مقرب وصديق من قائد الجيش حسني الزعيم . فعينه مديراً لمكتبه العسكري في هيئة الأركان العامة. شارك احتلال دمشق ليلة 29 آذار 1949 مع حسني الزعيم في الانقلاب الاول . رفعه الزعيم إلى رتبة “عقيد” وجدد تعيينه مديراً لمكتبه العسكري واستلم مهام الحاكم العرفي في سورية. وبعد حصولهم على استقالة خطية من الرئيس شكري القوتلي، أطلقوا سراحه من المستشفى العسكري في منطقة المزة وسمحوا له بمغادرة البلاد. في 28 حزيران 1949 رافقه بهيج كلاس من داره الكائنة في بستان الرئيس إلى سلّم الطائرة في مطار دمشق، وقدّم له التحية العسكرية حسب الأصول قبل سفره مع عائلته إلى جنيف. وسعى كلاس بعدها لإطلاق سراح ميشيل عفلق، مؤسس حزب البعث، المعتقل في سجن المزة. شارك في الانقلاب على حسني الزعيم وبعد نجاح الانقلاب . سمّي بهيج كلاس عضواً في المجلس العسكري من قبل سامي الحناوي. على زمن أديب الشيشكلي اعتقل اكثر من مرة وتم تسريحه من الجيش. أوكل اليه من قبل الشيشكلي من منصب مدير مؤسسة التبغ والدخان سنة 1951. وبعد انتهاء ولايته الإدارية غاب عن أي منصب سياسي واعتزل الناس إثر وفاة ابنه فارس، الذي توفي بحادث في شباط 1964 يوم كان طالباً في كلية الهندسة في الجامعة اليسوعية ببيروت.

## حياته العائلية
متزوج من السيدة أولغا جورج أبي كرم عام 1941م، وهي ابنة عائلة لبنانية . وله منها فارس ومنى وفارس ابنه الوحيد توفي في حادث سير وهو طالب جامعي

## وفاته
توفي في تشرين الثاني عام 1964 بعد صراع طويل مع مرض عضال.